# 小型毛刺蟹
小型毛刺蟹（学名：Pilumnus spinulus）为扇蟹科毛刺蟹属的动物。在中国大陆，分布于山东等地，生活环境为海水，常栖息于低潮线以及具泥及水草的石块下。